# Polizeistadion
Das Polizeistadion war ein Stadion im damaligen Berliner Stadtbezirk Mitte, das für Fußball und Feldhandball genutzt wurde.

## Lage und Ausstattung
Nach dem Ersten Weltkrieg nutzte die preußische Schutzpolizei die Maikäferkaserne sowie den Exerzierplatz und errichtete hier 1929 das Polizeistadion. Das Stadion befand sich im westlichen Teil des damaligen Bezirks Mitte (der heute zusammen mit den ehemaligen Bezirken Tiergarten und Wedding den seit 2001 neuen Bezirk Mitte bildet). Es grenzte im Osten an die Chausseestraße, im Süden an die Habersaathstraße (bis 1951 Kesselstraße) sowie im Norden und Westen an Wohngebiete entlang der Scharnhorst- bzw. Boyenstraße. Hier trugen unter anderem Tennis Borussia Berlin und der PSV Berlin ihre Heimspiele aus.
Während der Olympischen Sommerspiele 1936 wurden im Stadion Spiele im Feldhandball ausgetragen. Laut IOC verfügte das Stadion über Sitz- und Stehplätze.
Nach dem Zweiten Weltkrieg wurden die zerstörten Kasernen 1949/1950 abgerissen und das zerstörte Polizeistadion wurde auf dem Exerzierplatz mit Berliner Ruinenschutt aufgeschüttet, vergrößert und zum Walter-Ulbricht-Stadion ausgebaut. Das Stadion eröffnete am 5. August 1951 für die III. Weltfestspiele der Jugend und Studenten. Nach seiner Renovierung erfolgte 1973 anlässlich der X. Weltfestspiele die Umbenennung in Stadion der Weltjugend. Es wurde 1992 im Zuge der Bewerbung Berlins für die Olympischen Sommerspiele 2000 abgerissen. Inzwischen befindet sich seit 2018 auf dem Areal im Bezirk Mitte die neue Zentrale des Bundesnachrichtendienstes (BND).